# Kurt-Schumacher-Akademie
Die Kurt-Schumacher-Akademie war eine Bildungseinrichtung der SPD-nahen Friedrich-Ebert-Stiftung in Bad Münstereifel (Nordrhein-Westfalen). Sie wurde am 31. August 1971 unter dem Namen „Haus Münstereifel“ eröffnet. Seit 1985 trug sie den  Namen des früheren SPD-Parteivorsitzenden und Fraktionsführers der SPD im ersten deutschen Bundestag Kurt Schumacher. Geleitet wurde die Bildungseinrichtung von Rainer Gries. Die SPD plante Ende 2013, sie zum Jahresende 2014 zu schließen. Ende 2014 wurde dann der Betrieb der Bildungsstätte eingestellt. In den Räumlichkeiten befindet sich inzwischen die Lifespring Klinik, eine auf die Behandlung von Suchtkrankheiten spezialisierte Privatklinik.
In der  Akademie tagte während der Amtszeit des damaligen Bundeskanzlers Willy Brandt regelmäßig der Vorstand der SPD-Fraktion unter der Führung ihres Vorsitzenden Herbert Wehner. Willy Brandt hielt sich von 1971 bis 1974 häufig in der Akademie auf. Hier traf sich die SPD-Spitze Anfang Mai 1974 unmittelbar vor dem Rücktritt Brandts als Bundeskanzler im Zusammenhang mit der Spionageaffäre Guillaume.

## Weiterbildung
Die Kurt-Schumacher-Akademie ist eine Tagungsstätte für Erwachsenenbildung, die Seminare zur politischen, gesellschaftlichen, ökologischen und kulturellen Weiterbildung anbietet. Ein Schwerpunkt der Arbeit sind Rhetorik-Seminare, zum Erarbeiten von Reden und die Qualifizierung zum Konfliktmanagement. Zum Themenbereich Ökologie werden  Seminare zur Vereinbarkeit von Umweltschutz und Tourismus oder Handlungsmöglichkeiten der Teilnehmer im Umwelt- und Naturschutz angeboten. Politische Seminare beschäftigen sich beispielsweise mit der Zukunft des Sozialstaats im Zeichen der Globalisierung, Perspektiven sozialer Demokratie im 21. Jahrhundert, dem Parteiensystem oder der Situation im Nahen Osten. Im September 2008 fanden in der Akademie die 65. Münstereifeler Literaturgespräche statt.

## Portugiesische Klausurtagung
Vom 17. bis 21. April 1973 fand auf Anregung von Willy Brandt eine Klausurtagung von Mário Soares und seinen im Untergrund oder im Exil arbeitenden politischen Freunden im Haus Münstereifel statt. Ziel dieser Tagung war die Vorbereitung des Sturzes der faschistischen Diktatur in Portugal. Hierbei wurde am 19. April 1973 die Portugiesische Sozialistische Partei wiedergegründet.

## Tagung der SPD-Spitze vor dem Rücktritt Willy Brandts
Im Haus Münstereifel tagte am 4. und 5. Mai 1974  die Führungsspitze der SPD mit Gewerkschaftsvorsitzenden, um über die Konsequenzen aus der harten Tarifrunde des Öffentlichen Dienstes, Verlusten der SPD im Hamburger Bürgerschaftswahlkampf sowie bei den Kommunalwahlen in  Schleswig-Holstein und Hessen, dem Ansehensverlust der SPD/FDP-Regierung in der Bevölkerung und die Konjunkturkrise zu beraten. Am Abend des 4. Mai führte Herbert Wehner ein längeres Vier-Augen-Gespräch mit Willy Brandt, „dessen Verlauf für den Entschluss zum Rücktritt (Willy Brandts als Bundeskanzler) wohl den Ausschlag gegeben hat“, wie Peter Merseburger das Geschehen beschrieb. Dabei wurde auch die Affäre um Brandts Hilfsreferenten Günter Guillaume angesprochen, der Brandt im Auftrag der DDR ausspioniert hatte. Wehner vertrat die Auffassung, Brandt sei erpressbar. Am 5. Mai kündigte  Brandt in größerer Runde an, zurücktreten zu wollen. Er selbst nannte neben Wehner als Anwesende Finanzminister Helmut Schmidt, den SPD-Schatzmeister Alfred Nau, den SPD-Bundesgeschäftsführer Holger Börner und den Parlamentarischen Staatssekretär Karl Ravens. Nach seiner Rückkehr in die Bundeshauptstadt Bonn schrieb Brandt am Abend des 5. Mai seine Rücktrittserklärung, die am nächsten Tag an Bundespräsident Gustav Heinemann, der sich in Hamburg aufhielt, übergeben wurde. Willy Brandt selbst hielt in seinen „Erinnerungen“ über die Rolle Wehners fest: "Viel ist über den Einfluss gerätselt worden, der in jenen Tagen von Wehner ausgegangen ist. In der Woche nach meinem Rücktritt stellte ich – in einem Brief an die Mitglieder unserer  Partei – fest: An der Behauptung, Wehner habe mich aus dem Amt gedrängt, sei ‚kein Wort wahr’". Andererseits schrieb Brandt, dass sich Wehner sehr zurückgehalten habe, als ihn Anwesende bei der Sechserrunde in Bad Münstereifel vom Rücktritt abzuhalten versuchten.

## Namensgebung Kurt-Schumacher-Akademie
Seit dem Jahre 1985 trägt die Akademie den Namen des bereits 1952 verstorbenen früheren Partei- und Fraktionsvorsitzenden der SPD Kurt Schumacher. Die Namensgebung erfolgte anlässlich des neunzigsten Geburtstages Kurt Schumachers unter Anwesenheit seiner engsten Weggefährten Annemarie Renger und Fritz Heine.

## Bombenanschlag 1986
Am Abend des 21. Dezember 1986 verübten Militante aus dem Umfeld der Rote Armee Fraktion einen Bombenanschlag auf den kurz vor der Fertigstellung stehenden Erweiterungsbau der Kurt-Schumacher-Akademie. Die zu jener Zeit allein im Akademiegebäude lebende Hauswirtschaftsleiterin wurde kurz vor dem Anschlag telefonisch gewarnt. Der Bombenanschlag richtete demzufolge lediglich erheblichen Sachschaden an. Von den Tätern fehlt bis heute jede Spur.

## Einweihung des Erweiterungsbaus
Am 8. März 1987 wurde der Erweiterungsbau der Kurt-Schumacher-Akademie eingeweiht. Hierzu konnte der Vorsitzende der Friedrich-Ebert-Stiftung Heinz Kühn, Manuel Tito de Morais, Holger Börner und Herbert Wehner begrüßen.